# Escola Secundária Dr. Júlio Martins
A Escola Secundária Dr. Júlio Martins é um estabelecimento de ensino da cidade de Chaves, resultado da transformação da antiga Escola Industrial e Comercial de Chaves em escola secundária regular.

## As Origens
As origens mais antigas da actual Escola Secundária Dr. Júlio Martins remontam a 14 de Março de 1889, data em que foi criada em Chaves uma Escola de Desenho Industrial, logo transformada, em 31 de Outubro do mesmo ano, em Escola Industrial «destinada a ministrar o ensino teórico e prático apropriado às indústrias predominantes na mesma vila», estabelecendo-se que «o ensino teórico professado na escola de que se trata, será completado com o ensino manual, para o que se estabelecerão junto da mesma escola as necessárias oficinas».
Esta Escola Industrial, como muitas outras então criadas, teve uma vida efémera, tendo sido suprimida aquando da reorganização do ensino industrial e comercial levada a cabo em 1891.

## Segunda fundação
Passados 30 anos sobre a primeira fundação, a 2 de Maio de 1919 foi publicado, no Diário do Governo, o Decreto n.º 5 490, oriundo da Direcção Geral do Ensino Industrial e Comercial do Ministério do Comércio que, depois de justificar a necessidade de divulgar o ensino técnico industrial e comercial, considera que «na região transmontana apenas existe uma escola profissional, e que Chaves tem de há muito reconhecido a falta de ensino técnico que, no presente momento, é solicitado pelas forças vivas da população».
Em consequência, foram criadas em Chaves uma Escola Industrial e uma Aula Comercial. Assinam o Decreto, o Presidente da República, Canto e Castro, o Presidente do Ministério, o democrata Domingos Pereira, e todos os ministros, dos quais destacamos o Ministro da Justiça, António Granjo; o Ministro da Instrução Pública, Leonardo Coimbra; o Ministro da Marinha e Colónias, João Lopes Soares; e, naturalmente, o Ministro do Comércio, Júlio do Patrocínio Martins.
Apesar de existir desde 1913 um Ministério da Instrução Pública, resultado da importância que o regime da Primeira República Portuguesa deu à questão do ensino, as escolas industriais e comerciais ficaram, desde a ditadura de Sidónio Pais, na dependência do Ministério do Comércio, que as tutelava através da Direcção Geral do Ensino Industrial e Comercial. Foi desta situação de dependência do ensino profissional em relação ao departamento ministerial que tutelava a economia que surgiu a ligação entre o Dr. Júlio do Patrocínio Martins e a criação da escola que hoje ostenta o seu nome. 

## O patrono Júlio Martins
O Dr. Júlio do Patrocínio Martins, mais conhecido por Júlio Martins, era um médico e político natural da freguesia de Casa Branca, no concelho de Sousel, onde nascera em 1878. Foi figura influente na propaganda das ideias republicanas e na proclamação do regime republicano na sua região natal. Fixado em Lisboa, atingiu notoriedade, sendo obrigado em 1917 a refugiar-se em Chaves, numa espécie de exílio político interno, consequência da instauração da ditadura de Sidónio Pais. Durante a sua estada na região transmontana revelou-se um médico pleno de humanismo, exercendo a medicina como um autêntico João Semana, particularmente aquando do surgimento de uma epidemia de tifo. A gente mais humilde ainda o recordava com respeito e admiração muitos anos depois.
Tendo regressado a Lisboa, após a queda do sidonismo, integrou o Governo presidido por Domingos Pereira, como Ministro do Comércio, cargo em que foi determinante para a restauração do ensino profissional em Chaves através da (re)criação da Escola Industrial, agora com uma Aula Comercial anexa.

## Escola Industrial de Júlio Martins
Em sinal de reconhecimento, o Conselho Escolar do novo estabelecimento, logo na primeira reunião, realizada em 27 de Junho de 1919, aprovou por unanimidade uma proposta visando atribuir à Escola Industrial de Chaves o nome de Escola de Júlio Martins (sem o título de Dr.), ao mesmo tempo que se manifestava a necessidade urgente da construção de um edifício próprio que a pudesse albergar. Vítima da instabilidade política crónica da Primeira República Portuguesa, o governo de Domingos Pereira durou apenas 3 meses, de 30 de Março a 29 de Junho de 1919. Em consequência, foi o Ministro da Instrução Pública seguinte, Joaquim José de Oliveira, que em Portaria de 16 de Julho de 1919, satisfaz a proposta da escola, que passa a designar-se Escola Industrial de Júlio Martins.
Sem instalações adequadas, a Escola Industrial e a sua Aula Comercial iniciaram actividades no ano lectivo de 1919/1920 em casas situadas, respectivamente, junto ao Senhor do Calvário e na Rua Direita. A secretaria da Escola funcionava no Liceu Nacional de Chaves. 

## Escola Industrial e Comercial de Júlio Martins
Os cursos iniciais foram os de Serralharia Mecânica e de Carpintaria Civil. O Curso de Trabalhos Femininos começou a ser oferecido em 1922, o que abriu a escola ao sexo feminino. O Curso Comercial, ministrado na Aula Comercial anexa, foi integrado com a Escola Industrial em 1924, o que leva ao surgimento, na acta do Conselho Escolar de 17 de Outubro de 1924, da designação de Escola Industrial e Comercial de Júlio Martins. 
O problema das instalações tinha sido entretanto resolvido, mercê dos esforços da escola e dos políticos influentes da terra, não obstante os diferentes posicionamentos partidários: António Granjo e Nicolau Mesquita. A solução encontrada foi a aquisição, por 60 00 escudos, de um prédio, na Rua 5 de Outubro, antiga Rua D. Luís e hoje Dr. Júlio Martins. As novas instalações eram no mesmo prédio que, em 1889, tinha sido arrendado para o funcionamento da primitiva Escola de Desenho Industrial.
A Escola permaneceu naquelas instalações até 1961, data em que foi instalada no actual edifício, construído de raiz para a sua instalação definitiva. Nesse antigo casarão, a escola foi-se consolidando e desenvolvendo, mercê do esforço e prestígio de muitos dos seus professores, alguns dos quais perduram na memória dos ex-alunos e da cidade, que a antiga vila de Chaves passou a ser a partir de 1929.

## Escola Industrial e Comercial de Chaves
A grande reforma do ensino técnico de 1948, liderada por Fernando Andrade Pires de Lima, então Ministro da Educação Nacional do Estado Novo, estabeleceu na então designada Escola Industrial e Comercial de Chaves os seguintes cursos: 
- Ciclo preparatório.
- Cursos complementares de aprendizagem: 
  - Comércio.
- Cursos de formação: 
  - Serralheiro;
  - Carpinteiro-marceneiro;
  - Costura e Bordados.

Em 1957 foi acrescentado o Curso Complementar de Aprendizagem de Electricista. 
Esta reforma visava expressamente o desenvolvimento de uma política de industrialização e desenvolveu-se contra as ideias então dominantes no mundo empresarial, segundo as quais as matérias de cultura geral, científica, literária e cívica, eram descabidas num plano de ensino técnico que, segundo o parecer então emitido pela Associação Industrial Portuguesa, deveria restringir-se à iniciação prática e à capacidade de execução. Deste ponto de vista, a frase contida no parecer da Câmara Corporativa sobre a reforma do ensino técnico, afirmando a incompatibilidade entre a arte de bem limar e o conhecimento da raiz quadrada é bem elucidativa da ideologia dominante à época.
Apesar das críticas, a Reforma de 1948 deu os seus frutos e as escolas industriais e comerciais foram capazes de introduzir pedagogias novas e preparar operários especializados. Foi manifesto, no final da década de 1950 e nos anos da década de 1960, o aumento significativo do número de alunos, a melhor preparação dos professores e a capacidade inovadora das escolas. Neste período, as indústrias metalúrgicas e metalomecânicas estiveram entre os sectores industriais de mais forte crescimento, o que evidencia uma relação eficaz entre o sistema de ensino e o desenvolvimento económico. 
A Escola Industrial e Comercial de Chaves esteve integrada naquele movimento, não sendo difícil encontrar muitos dos seus alunos como operários especializados nas mais diversas empresas industriais portuguesas, para além da criação de algumas pequenas empresas industriais e comerciais na região flaviense.

## As novas instalações na década de 60 do século XX
A partir de 1961, a funcionar no novo edifício, a escola foi incluindo outros cursos, não deixando de crescer e de servir a população escolar que a ideologia dominante destinava a este tipo de ensino. 
Em 1976 foi lançado o processo de unificação do 3.° ciclo que culminaria em 1978 com a criação do 9.° ano de escolaridade. De acordo com os preceitos da Constituição de 1976, os objectivos desta unificação consistiam em «modificar o ensino de modo a superar a sua função conservadora da divisão social do trabalho» e, ainda, «estabelecer a ligação do ensino com as actividades produtivas e sociais». No ano do seu lançamento, o 7.° ano unificado incluía duas disciplinas com estes objectivos explícitos: a Educação Cívica e Politécnica e as Ciências Sociais. Deste modo se procurava, como afirma um dos responsáveis (Rui Grácio) «contribuir para a superação da antinomia entre um saber alienado do seu investimento prático (dominante nos cursos liceais) e um fazer alienado do seu suporte teórico (dominante nos cursos técnicos». 
Como é sabido, a unificação do ensino não continuou segundo a orientação inicial dos seus promotores e aquelas disciplinas foram eliminadas logo no ano seguinte. A unificação transformou-se, assim, em «licealização» de todo o ensino. A actual Reforma Curricular acentuou ainda mais este processo ao eliminar os Trabalhos Oficinais e estabelecer a disciplina de Educação Tecnológica como alternativa a uma segunda língua estrangeira. Como era de esperar, tal opção tem servido, não para distinguir capacidades, mas para promover a discriminação social. 
Neste contexto, a escola perdeu a sua característica «industrial e comercial» e os seus professores e alunos foram perdendo uma identidade própria. São mantidos apenas alguns dos cursos tradicionais em regime pós-laboral. Significativamente, o último destes cursos, o Curso Geral Nocturno de Administração e Comércio, seria transferido para o ex-Liceu, antes da sua extinção definitiva, por falta de alunos.

## Novamente com o nome do patrono
Quando, em 1978, se estabelece a possibilidade de voltar a dar um patrono às escolas secundárias, o nome do Dr. Júlio Martins foi escolhido, sem hesitação e sem alternativa, para voltar a figurar, em letra de forma, nas paredes da Escola. 
No início da década de 80, são tomadas algumas medidas tendentes a dar resposta ao aumento da procura de ensino, relacionado com a melhoria das condições de vida e o desenvolvimento das aspirações sociais dependentes da certificação escolar. Este processo, iniciado na década de 60, acentua-se após o 25 de Abril de 1974, tornando-se agora um imperativo constitucional dar resposta a essas aspirações. Paralelamente, fazem-se sentir, cada vez mais, os efeitos da ausência de um ensino secundário profissionalizante.
As medidas então tomadas apresentam um carácter ambíguo e mesmo contraditório. Assim, face à pressão existente no acesso ao ensino superior, é definitivamente criado o 12° ano de escolaridade que, a partir de 1981, substitui o Serviço Cívico e o Ano Propedêutico. No 12° ano é criada uma «via profissionalizante», tendente a desviar alunos para a «vida activa», ao mesmo tempo que eram criados os Institutos Politécnicos. O processo não teve os efeitos desejados, não só porque não correspondia às expectativas, como se revelava tardia uma opção deste tipo no ano terminal de escolaridade.
Neste contexto, o relançamento do Ensino Técnico Profissional, em 1983, apresentava-se como medida mais consistente e parecia vir restabelecer algumas das raízes das antigas escolas industriais e comerciais. A Escola é integrada na rede deste tipo de ensino logo no ano lectivo de 1984/85, mas a sua frequência foi sempre muito limitada: tendo iniciado com uma turma de Manutenção Mecânica, com 15 alunos, chega a atingir, nos vários cursos, 70 alunos em 1987/88, para logo decair até à sua substituição pelos Cursos Tecnológicos integrados na actual Reforma curricular. Também as saídas profissionais ficaram muito aquém das expectativas, particularmente nos cursos ligados ao sector industrial.
A rede de cursos então oferecidos pela Escola, desde as opções do 9° ano até às vias vocacional e técnico-profissional do ensino secundário, é marcada pela tradição «industrial e comercial»: Mecanotecnia, Electrotecnia, Construção Civil, Contabilidade e Gestão, Secretariado. Neste panorama, a única formação vocacional que não tinha raízes na escola tradicional era a de Desporto. 
Também aqui prevaleceu a ambiguidade que se manifestou logo na publicidade dada ao lançamento dos Cursos, onde se acentuava a possibilidade de acesso ao Ensino Superior, com algum privilégio em relação aos Institutos Politécnicos, o que não deixava de ser uma via menos «nobre» de acesso.
Paralelamente, eram criados os Cursos de Formação em Alternância e, principalmente, ao nível do secundário, as Escolas Profissionais que, dada a sua estrutura curricular e maior ligação às empresas, tendem a atrair os jovens, considerando o menor investimento escolar e, provavelmente, a maior aceitação pelas empresas.
Assim, progressivamente, alterações na imagem social de determinados cursos e o aumento significativo da população escolar, trouxeram para a Escola um tipo diferente de professores e de alunos. Por outro lado, a actual Reforma Curricular, ao acentuar a «licealização», parece não ter invertido ou sequer esclarecido as contradições e ambiguidades da situação.